# テキトーTV
『テキトーTV ダメバイブル』（テキトーティーヴィー ダメバイブル）は、テレビ朝日の単発特別番組枠『ドスペ2』枠で不定期放送されていたバラエティ番組。外国語表記は「TEQUITO TV」。

## 概要
「ダメ人間による、ダメ人間のための番組」「ダメ人間がもっとダメになる、そしてタメになる番組」をコンセプトにしていた深夜ならではのバラエティ番組で、くりぃむしちゅーの有田哲平が単独で司会を務めていた。初回からのメインメンバーは、おぎやはぎの矢作兼とますだおかだの岡田圭右。2005年3月5日の開始以来、2007年3月3日までに計8回放送された。『ドスペ2』で最も人気のある番組である。

## 出演者

### レギュラー
- 有田哲平（くりぃむしちゅー）
- 岡田圭右（ますだおかだ）
- 矢作兼（おぎやはぎ）

### 準レギュラー
- 石川亜沙美
- 夏川純

### その他
- 原利夫（はらメディカルクリニック） - 「僕らの精子はダメじゃないよね?」に出演。

## 主なコーナー
僕らの精子はダメじゃないよね?
ダメ人間である自分の子孫が大丈夫かどうかを、タレントが自ら精子を採取し、医師に診てもらい検証するという名物コーナー。別名「僕らの子孫だけはダメじゃないよね?」。検査終了後、医療用の睾丸モデルを元にしたスタッフ手作りの睾丸ストラップが進呈される場合もあった。なお、矢作は精子の異常が発覚して計3回の検査を、猫ひろしは第4回で包茎手術を行った。以下に挙げるのはチェックを行ったタレント。
有田哲平・岡田圭右（第1回）、矢作兼（第1回・第2回・第3回）、ふかわりょう（第2回）、猫ひろし（第3回・第4回）、竹山隆範（第4回）、ヒデ（第5回）、小木博明・日村勇紀（第7回）、庄司智春（第8回）。第6回は行われなかった。
ダメ人間による悩み相談Q&A
ダメ人間のダメな悩みに、レギュラー陣が議論を交わしながら回答する。
ダメな人間に送りたい知って得する一石二鳥
ダメ人間のためにあるような、一度で2つの事をこなせる便利なグッズを紹介する。
テキトー調査隊
どうでもいいけど気になることをテキトーに調査する。
ダメ川柳
ダメ人間について詠った川柳をレギュラー陣が披露する。
ミスダメ女コンテスト（第7回・第8回）
第7回から開始。若手女性タレントの中から、オーディション形式でダメ女ナンバーワンを決定する。初代ミスダメ女、2代目ミスダメ女ともに、小阪由佳が選ばれた。これを受け、小阪は同局の『くりぃむナントカ』にも準レギュラーで出演した。
第1回出場者：小阪由佳、愛川ゆず季、相澤仁美、矢吹春奈、くまきりあさ美、マリエ
第2回出場者：小阪由佳、南明奈、川村ゆきえ、小林恵美、矢部美希、古瀬絵理、チェン・チュー

## 主題歌
- In The Navy （ヴィレッジ・ピープル）

## 放送日
1. 2005年3月5日
2. 2005年6月18日
3. 2005年11月5日 - ゲストは山崎樹範とくまきりあさ美。
4. 2006年2月25日 - ロケ企画は「有田のダメな想い出がいっぱい in 熊本」。精子チェックのゲストにさとう珠緒。
5. 2006年4月1日 - ロケ企画は雲の写真を撮る「石川亜沙美メイン企画・私の趣味」。
6. 2006年7月29日 - ロケ企画は「ダメ人間にオススメする一石二鳥の旅 IN 北海道」。夏川の代理で浅香友紀が参加。
7. 2006年10月28日 - ロケ企画は「ダメダメ3人のブラブラ旅」。新コーナーに「ミスダメ女コンテスト」。
8. 2007年3月3日 - 精子チェックに女医の西川史子が登場。

## スタッフ
- ナレーター：武田広
- 構成：渡辺真也、酒井健作（#1）、ヒロハラノブヒコ（#1）、石井裕之（#1）、もみの、オークラ
- カメラ：福元昭彦（テレビ朝日、#1・2）、川上孝行
- VE：佐藤敦（#1）、監物直（テレビ朝日、#2）
- 音声：清水美都子（テレビ朝日、#1）
- 照明：谷口茂樹（テレテック、#1・2）、岩壁正典
- 美術：金原典代（テレビ朝日クリエイト、#1）
- 美術進行：吉居真夏（テレビ朝日クリエイト、#2）
- CG：ディーレンジ
- メイク：関口裕子（#1）
- 編集：鈴木健史・川合信吾 （いずれもIMAGICA、鈴木→#1、川合→#2）
- MA：岩野博昭・石塚亮・大木久雄（いずれもIMAGICA、岩野→#1、石塚→#2）
- 音効：村松聡（佳夢音）
- TK：南田めぐみ
- 編成：吉川昌克・西村裕明（いずれもテレビ朝日、吉川→#1・2）
- 宣伝：坂本あかり（テレビ朝日）
- 技術協力：テイクシステムズ
- AD：流郷敏隆（#1）、戒能真理（テレビ朝日、#2）、寺田精一（#1・2）、小島志穂里（#2）、加藤一郎
- AP：今村亜矢子（#1）、池田桂子
- ディレクター：前川善郎（#1・2）、荒井祥之（テレビ朝日、#1・2）、水野達也（#2）
- プロデューサー：瀬戸口修（テレビ朝日）、山地孝英（#1）、上原敏明（#2）
- チーフプロデューサー：藤井智久（テレビ朝日）
- 制作協力：ジーヤマ
- 制作著作：テレビ朝日